# HiTalk
A HiTalk é uma plataforma de videoconferência para telessaúde projetada especificamente para fonoaudiólogos e oferecida, gratuitamente, pela Sociedade Brasileira de Fonoaudiologia (SBFa) aos seus associados. A plataforma funciona via navegador web e não necessita de instalação. A HiTalk fornece serviços de gerenciamento completo do paciente para o fonoaudiólogo, desde o agendamento de consultas facilitados até pagamentos.
A plataforma segue um conjunto de normas que organizações de saúde passaram a exigir para proteger suas informações digitais, uma demanda para esta forma de atuação em saúde, uma vez que não basta gerar comodidade ao paciente, mas garantir a segurança do atendimento.
A HiTalk iniciou sua operação nos Estados Unidos, porém (como um auxílio ao atual cenário do COVID-19), será liberada para os fonoaudiólogos do Brasil, em parceria com a SBFa.
As sessões estabelecidas por meio da plataforma são seguras (com tokens protegidos que são regenerados). Chaves AES aleatórias são geradas pelos clientes no início da conexão de mídia e, para aumentar a segurança, chaves adicionais são geradas periodicamente durante a sessão. A plataforma emprega o Transport Layer Security para criptografar dados de voz e vídeo. Os protocolos principais usados são SRTP para criptografia de tráfego de mídia e DTLS-SRTP para negociação de chaves, ambos definidos pela IETF. Os pontos de extremidade usam a cifra AES com chaves de 128 bits para criptografar áudio e vídeo e o HMAC-SHA1 para verificar a integridade dos dados.
Para contratação, é necessário preencher um formulário. Logo após, a liberação de senhas é concedida de acordo com a demanda (lista de interessados) e assim, é estipulado um plano de ação para atendê-los. Em seguida, é enviado um link de um contrato para ser assinado digitalmente (pessoa física ou pessoa jurídica).
O valor mensal do serviço da HiTalk é de R$ 99,90. Este pacote garante 500 minutos de atendimento por mês.